# A Salutary Lesson
A Salutary Lesson è un cortometraggio muto del 1910 diretto da David W. Griffith. Prodotto e distribuito dalla Biograph Company, il film - girato ad Atlantic Highlands, New Jersey - uscì nelle sale cinematografiche statunitensi l'11 agosto 1910.

## Produzione
Il film fu prodotto dalla Biograph Company. Venne girato nel New Jersey ad Atlantic Highlands e a Keyport.

## Distribuzione
Distribuito dalla Biograph Company, il film - un cortometraggio in una bobina - uscì nelle sale cinematografiche statunitensi l'11 agosto 1910.